# Mae Charim (huyện)
Mae Charim (tiếng Thái: แม่จริม) là một huyện (amphoe) ở phía đông thuộc tỉnh Nan, phía bắc Thái Lan.

## Lịch sử
Mae Charim ban đầu có tên Bowa (บ่อว้า). Tiểu huyện (King Amphoe) Mae Charim được thành lập 1 tháng 10 năm 1969 với 3 tambon Phong, Nong Daeng và Mo Mueang được tách ra từ huyện Mueang Nan. Đơn vị này đã được nâng cấp thành huyện ngày 12 tháng 4 năm 1977.

## Địa lý
Các huyện giáp ranh (từ phía tây bắc theo chiều kim đồng hồ): Wiang Sa, Phu Phiang, Santi Suk và Bo Kluea thuộc tỉnh Nan. Phía đông là tỉnh Xaignabouli của Lào.

## Hành chính
Huyện này được chia thành 5 phó huyện (tambon), các đơn vị này lại được chia ra thành 38 làng (muban). Nong Daeng là một thị trấn (thesaban tambon) nằm trên một phần của the tambon Nong Daeng và Mo Mueang. Có 4 Tổ chức hành chính tambon.
| STT | Tên        | Tên tiếng Thái | Số làng | Dân số |  |
| --- | ---------- | -------------- | ------- | ------ |  |
| 2.  | Nong Daeng | หนองแดง        | 10      | 4.229  |  |
| 3.  | Mo Mueang  | หมอเมือง        | 6       | 2.450  |  |
| 4.  | Nam Phang  | น้ำพาง          | 10      | 4.914  |  |
| 5.  | Nam Pai    | น้ำปาย          | 6       | 2.001  |  |
| 6.  | Mae Charim | แม่จริม          | 6       | 2.200  |  |

Con số mất là tambon Phong nay thuộc Santi Suk.